# The Five (Talkshow)
The Five ist eine US-amerikanische Panel-Show auf dem Nachrichtensender Fox News Channel, die seit dem 11. Juli 2011 wochentäglich um 17:00 Uhr ET ausgestrahlt wird.
Das fünfköpfige Panel diskutiert aktuelle Nachrichten aus Politik und Kultur.

## Moderation
Moderiert wird die Sendung von:
- Jesse Watters – Fox News Korrespondent und Gastgeber der Sendung Watters' World
- Greg Gutfeld – Satiriker, Autor und Gastgeber der Sendung The Greg Gutfeld Show
- Dana Perino – ehemalige Pressesprecherin des Weißen Hauses unter George W. Bush
- Juan Williams – Journalist und Politikanalyst
- Jeanine Pirro – ehemalige Richterin und Staatsanwältin, seit 2011 Moderatorin der wöchentlichen Sendung Justice with Judge Jeanine

Ehemalige Moderatoren:
- Andrea Tantaros – konservative Kommentatorin; verließ den Sender, nachdem sie den damaligen CEO Roger Ailes bezüglich mehrfacher sexueller Belästigung belastet hatte
- Bob Beckel – liberaler Kommentator und ehemaliger Wahlkampfmanager der Demokratischen Partei
- Eric Bolling – Fernsehmoderator und -kommentator; verließ den Sender, nachdem ihm sexuelles Fehlverhalten vorgeworfen wurde
- Kimberly Guilfoyle – Journalistin und ehemalige Staatsanwältin; verließ den Sender, nachdem ihr sexuelles Fehlverhalten vorgeworfen wurde

Bisherige Gastmoderatoren (Auswahl):
- Jedediah Bila – Journalistin, Autorin
- Tammy Bruce – Publizistin, Autorin und Radiomoderatorin sowie öffentlichkeitswirksame lesbische Feministin
- Lisa Montgomery Kennedy (genannt Kennedy) – ehemals Videojockey bei MTV, heute Moderatorin beim Fox Business Network
- Lisa Boothe – Journalistin
- Katie Pavlich – Autorin und Kommentatorin

Rotierende liberale Moderatoren
- Jessica Tarlov – Journalistin
- Harold Ford Jr. – ehemaliger demokratischer Politiker

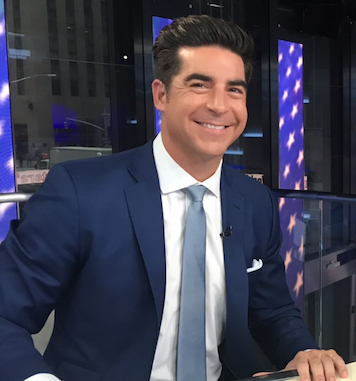
Jesse Watters
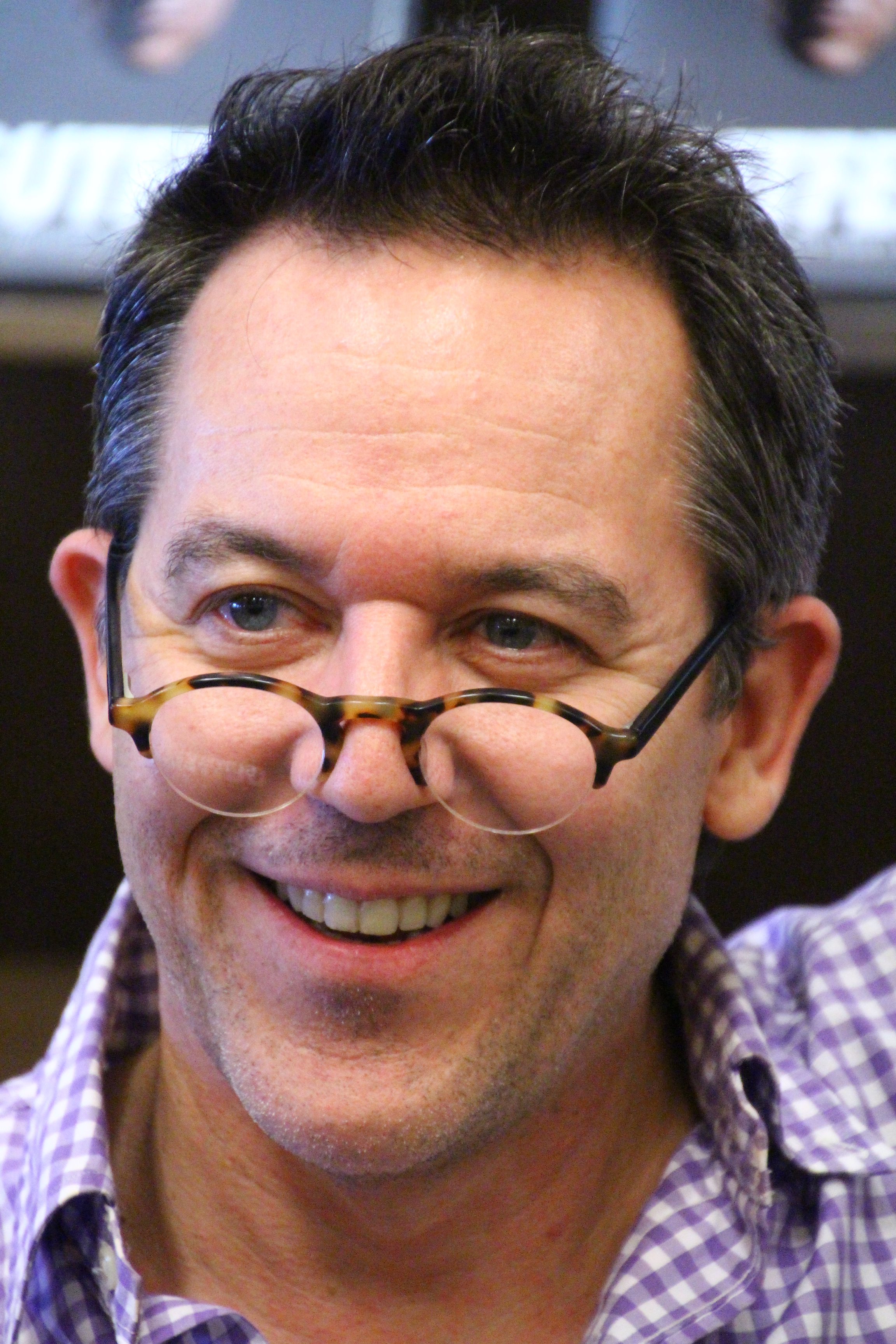
Greg Gutfeld
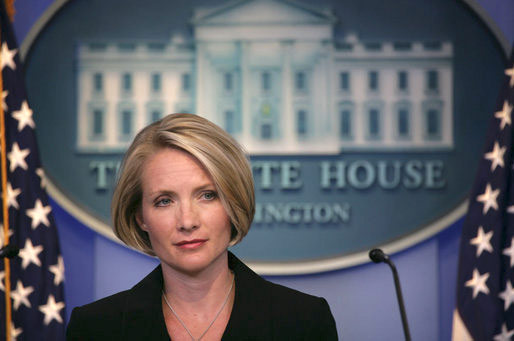
Dana Perino
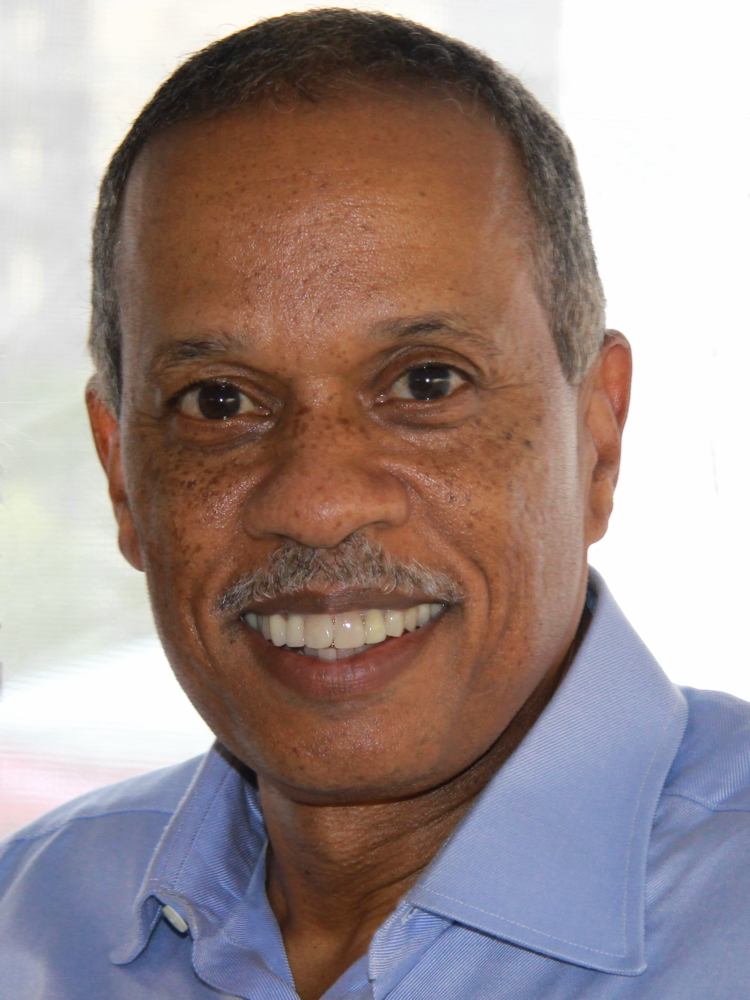
Juan Williams
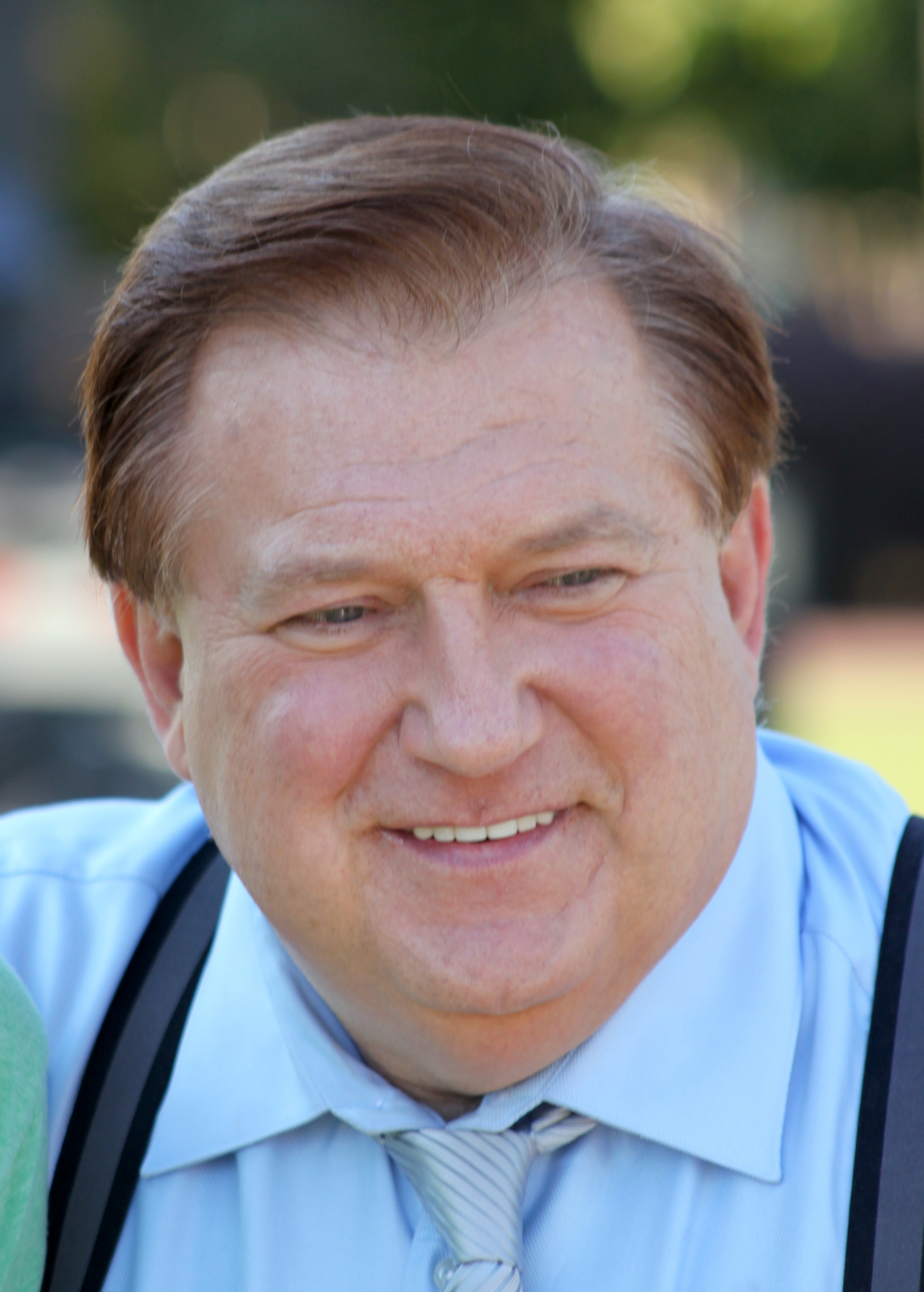
Bob Beckel
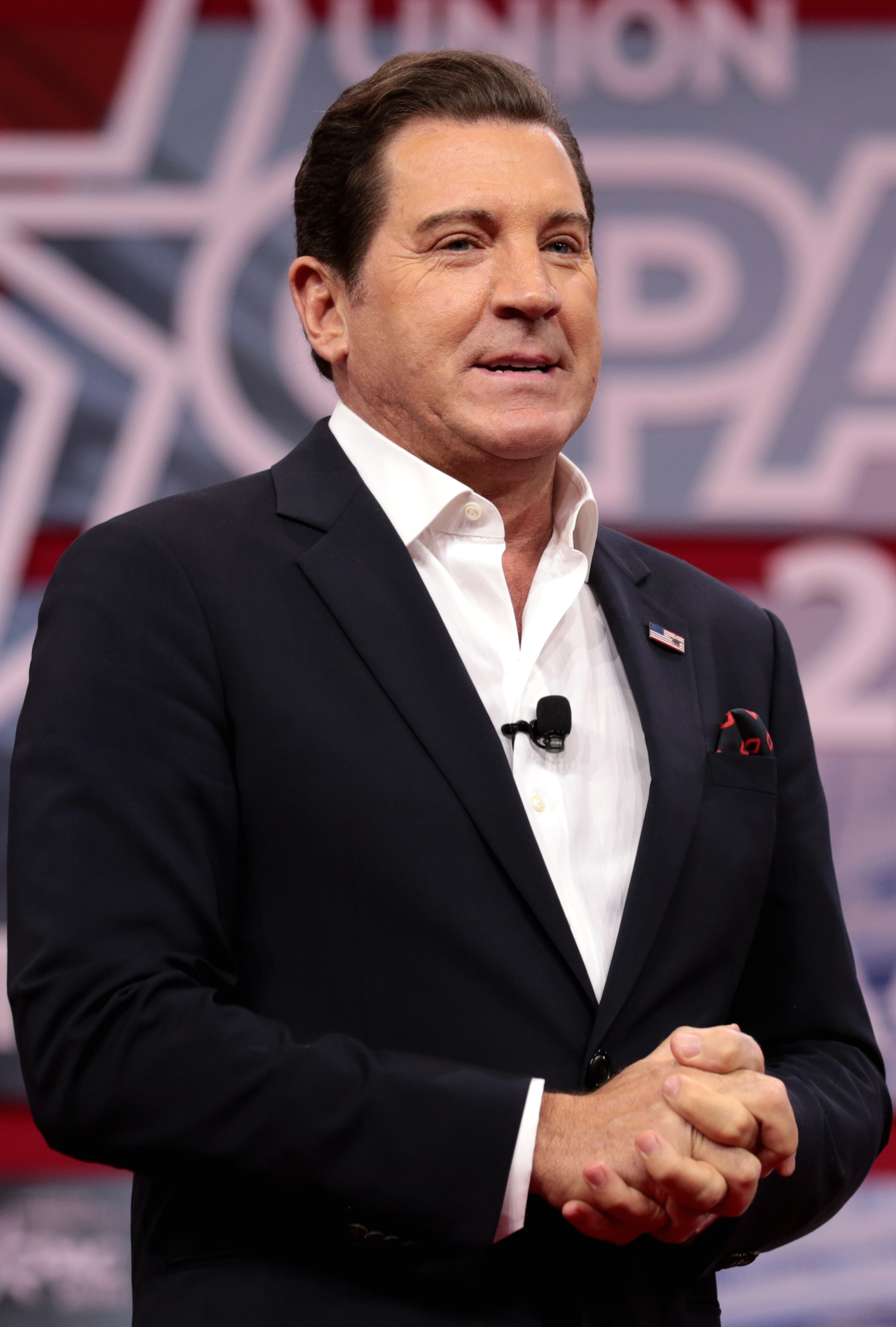
Eric Bolling
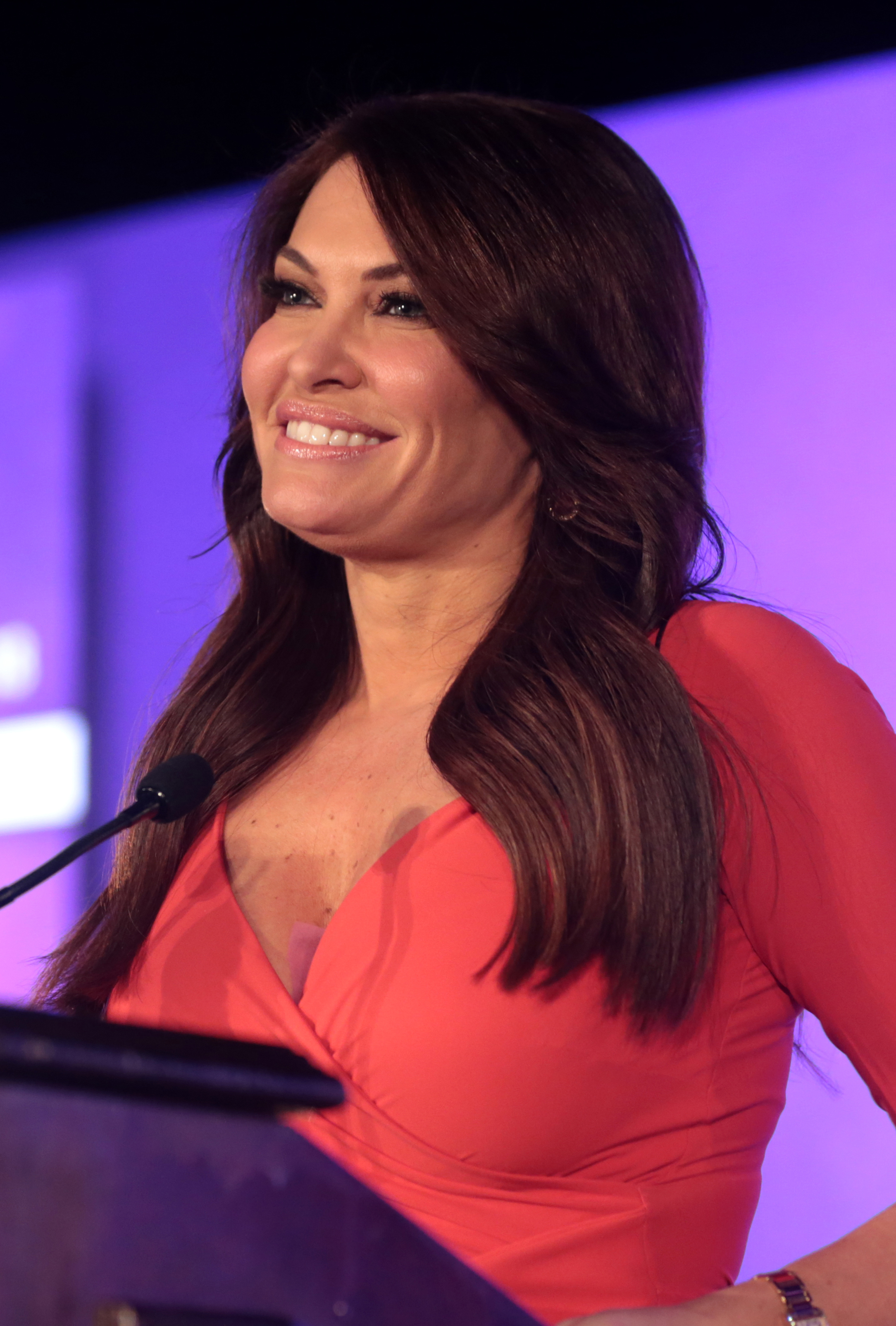
Kimberly Guilfoyle
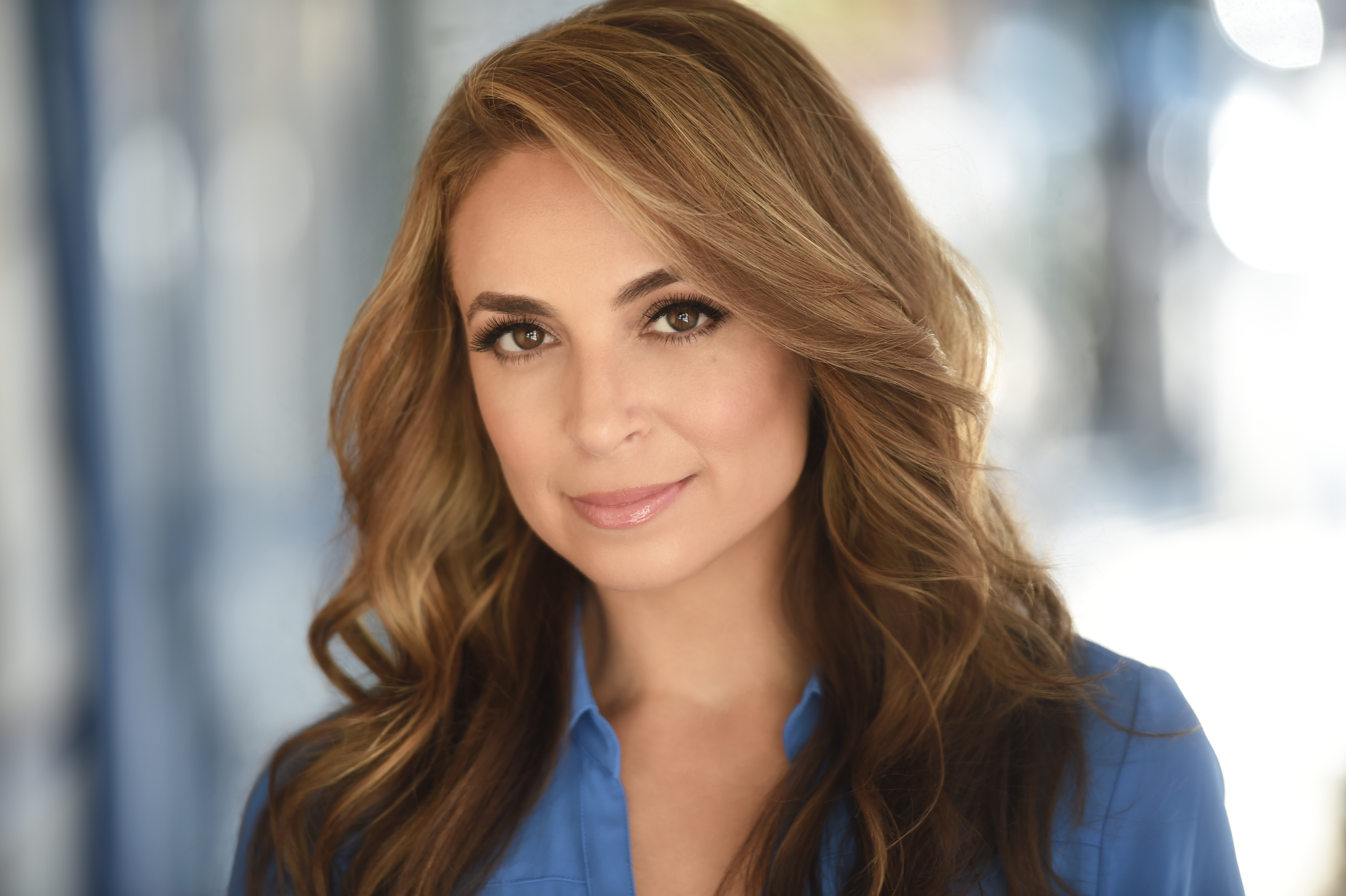
Jedediah Bila
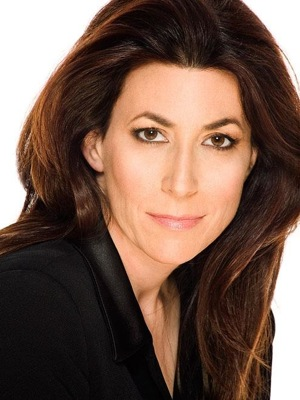
Tammy Bruce
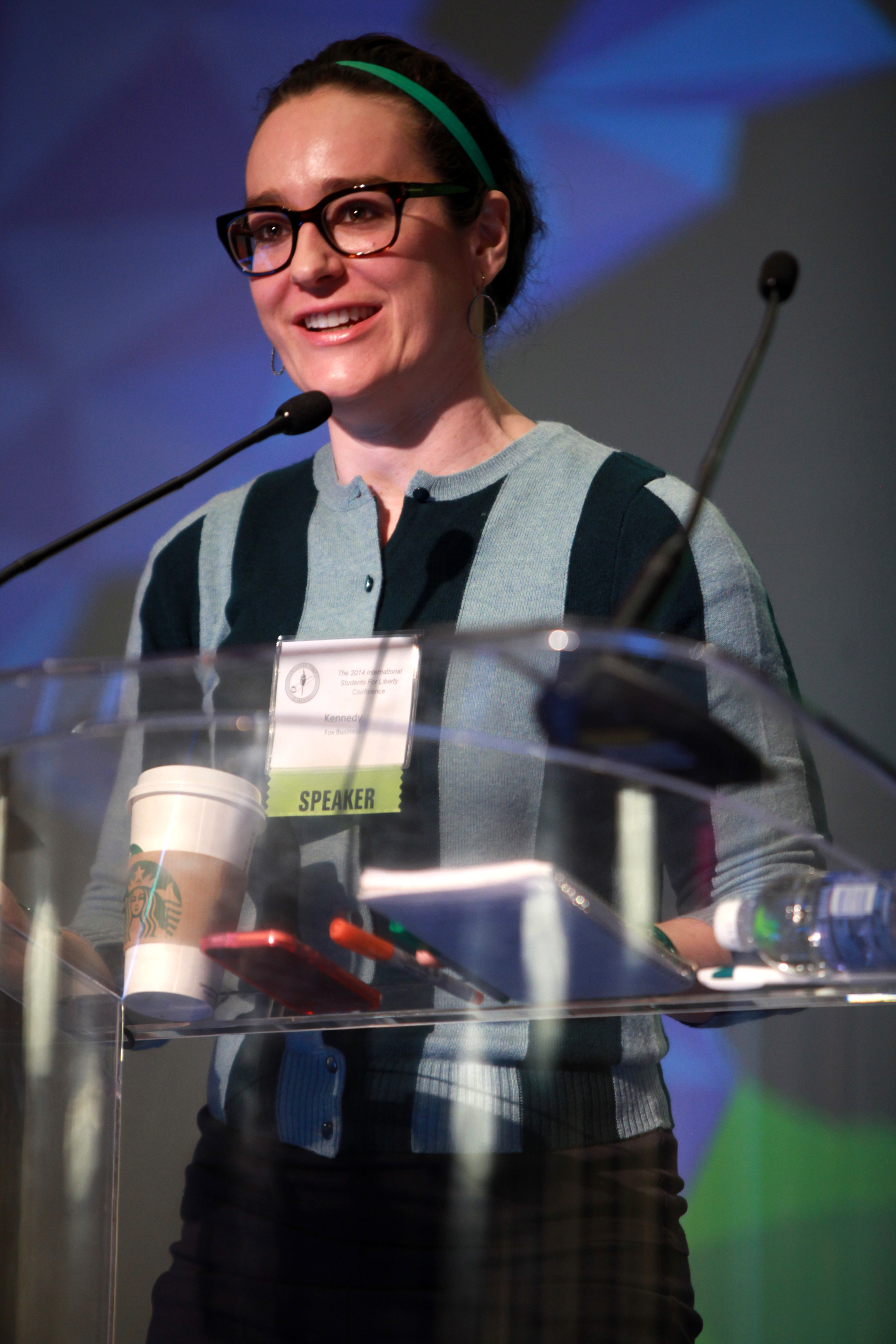
Kennedy
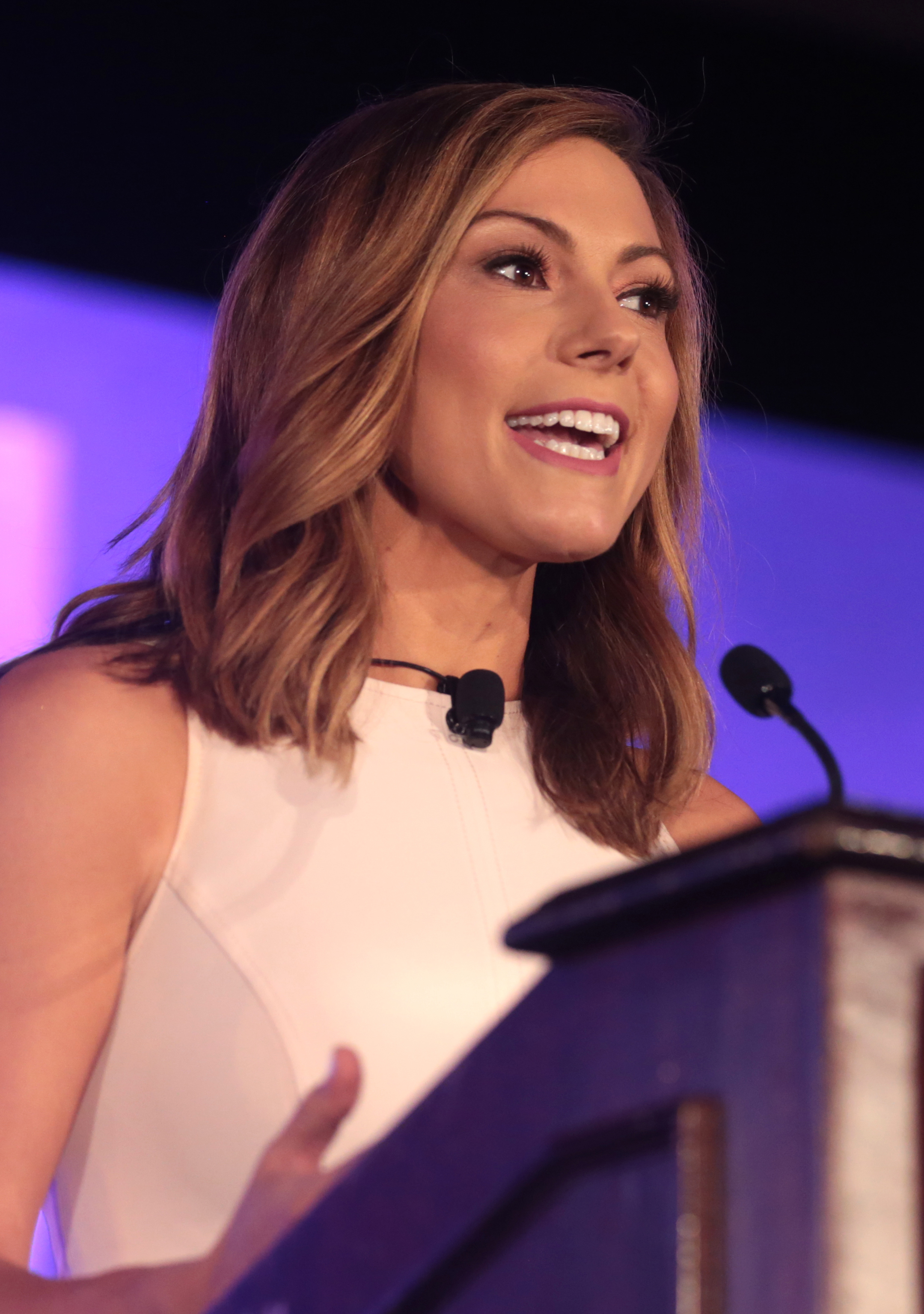
Lisa Boothe
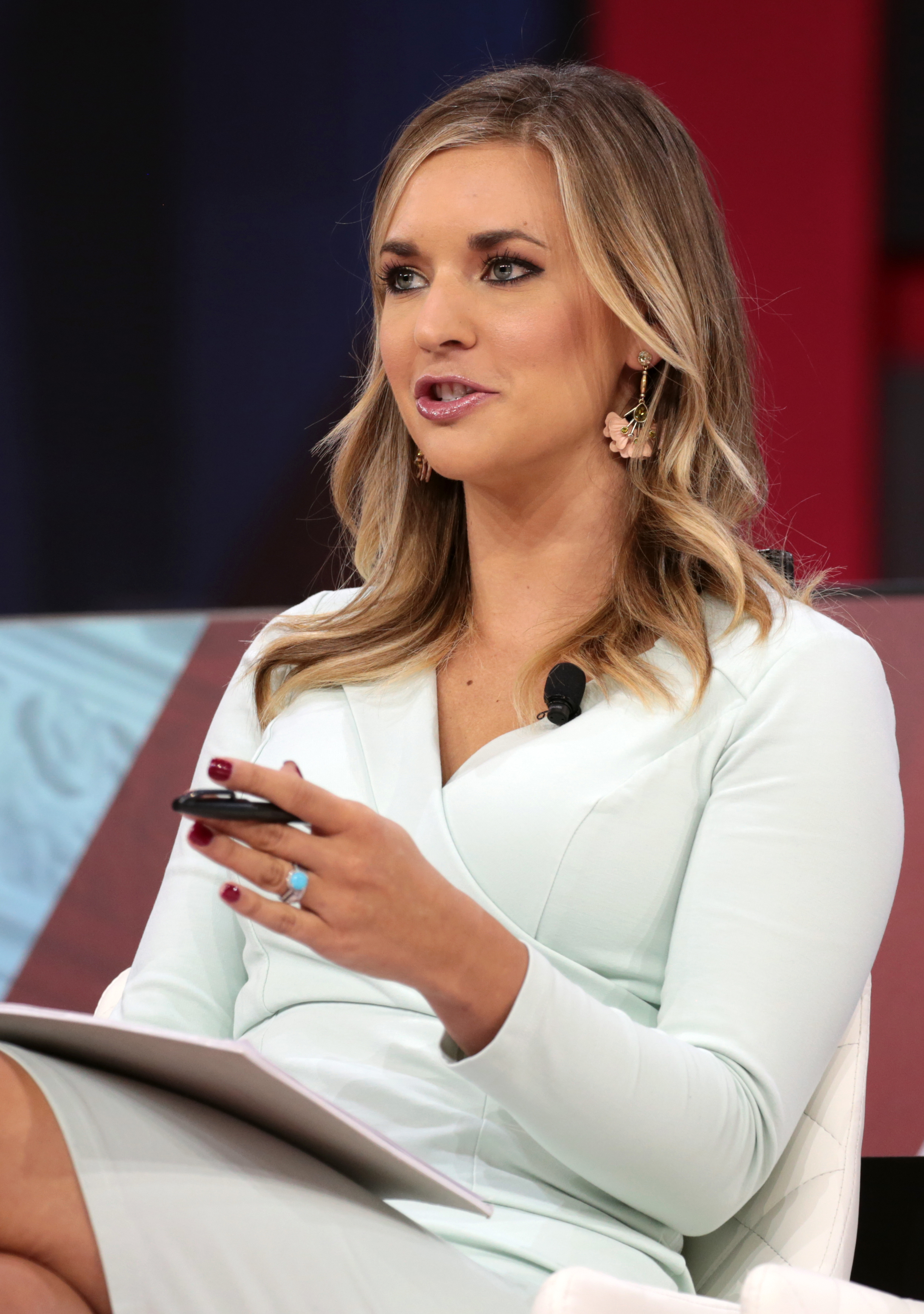
Katie Pavlich
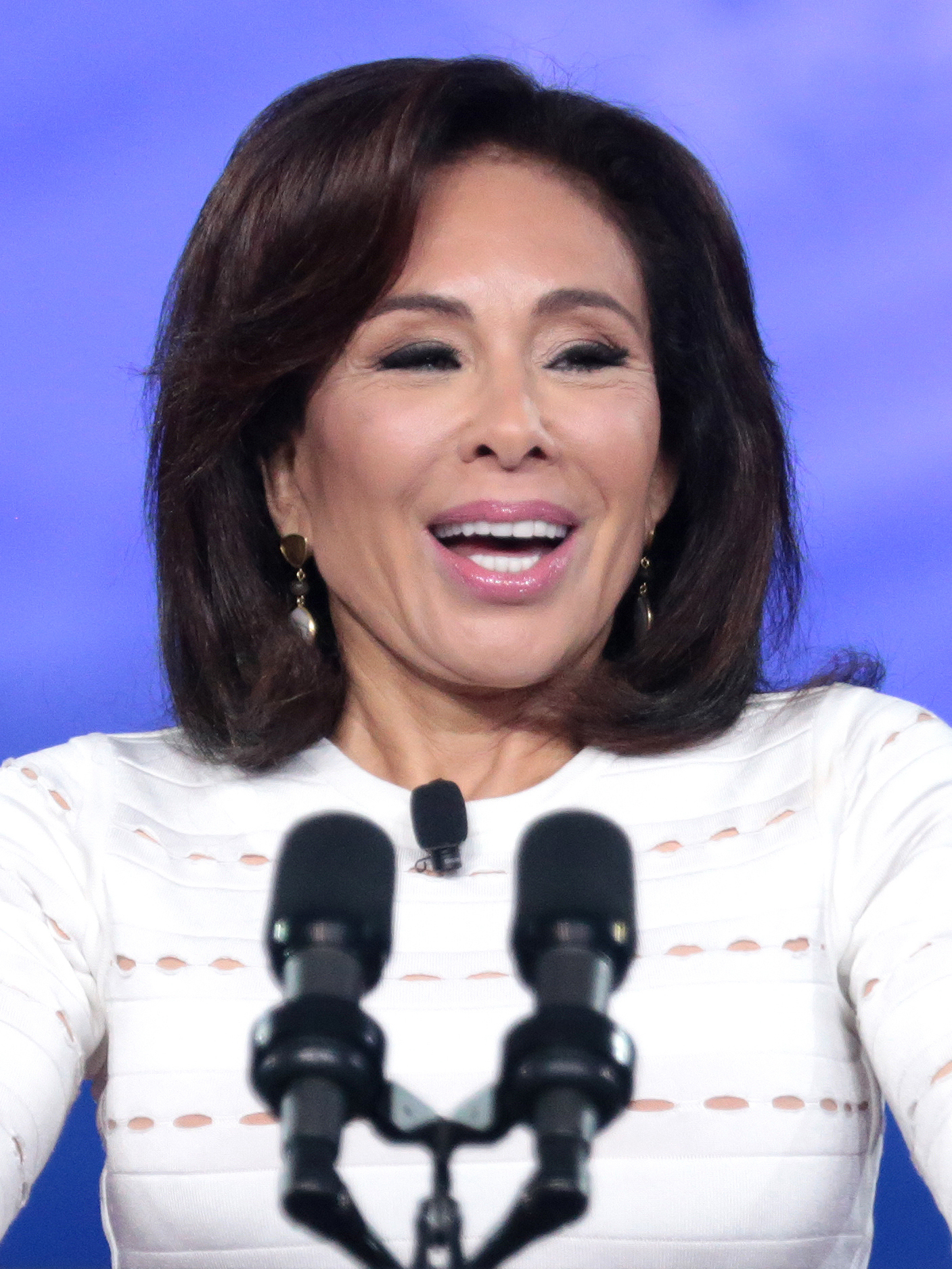
Jeanine Pirro

## Produktion
The Five wird in New York im Studio F des Gebäudes 1211 Avenue of the Americas (auch bekannt als News Corp. Building) aufgenommen.